# 基謝利采
基謝利采是波蘭的城鎮，位於該國北部，由瓦爾米亞-馬祖里省負責管轄，面積3.37平方公里，海拔高度90米，該鎮大部分建築物在第二次世界大戰中被破壞，2006年人口2,208。

## 外部連結
- （波兰語） Official website （页面存档备份，存于）

53°36′N 19°16′E / 53.600°N 19.267°E